# Divinitate

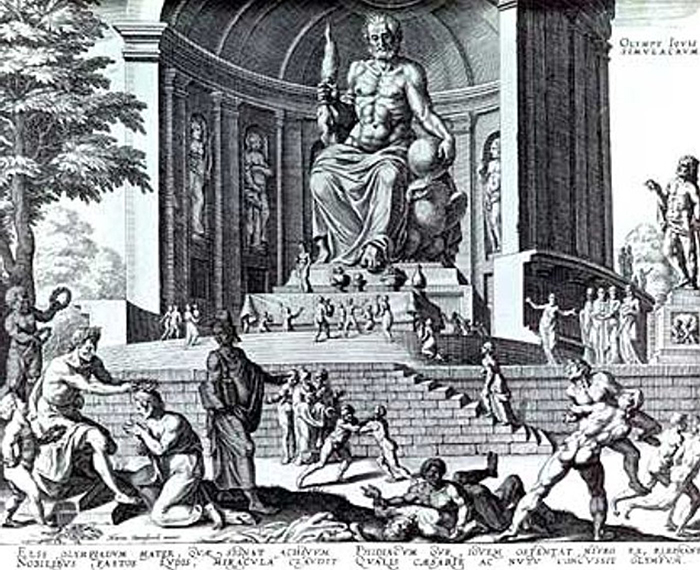
Statuia lui Zeus în Olimp de Phidias

Un zeu (la feminin zeiță) este o entitate supranaturală, care este adorată sau respectată de către oameni.
Această credință în zei, stă la baza religiei de azi, și a apărut ca o necesitate de "explicație" și "protecție" în fața unor fenomene a căror proces de formare și desfășurare, fiind crezute în lumea antică, sunt dirijate în mod absolut de forțe supranaturale. 